# Hacking at Random

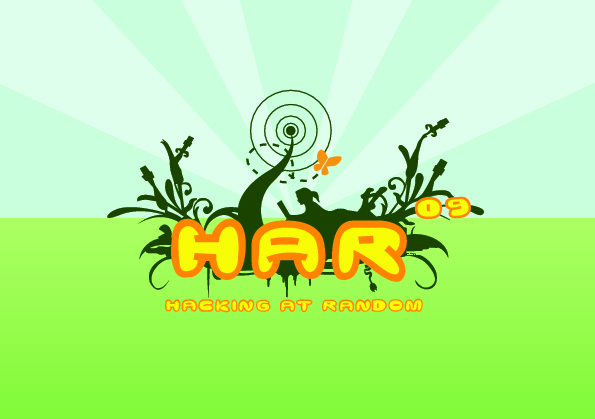
HAR2009 logo

Hacking at Random (ou HAR2009) est le nom d'une conférence hacker qui s'est tenue du 13 au 16 août 2009 sur le terrain de camping Paasheuvel, à Vierhouten aux Pays-Bas.
Cet événement d'ampleur internationale a fait suite au Galactic Hacker Party (GHP) de 1989, au Hacking at the End of the Universe (HEU) de 1993, au Hackers At Large (HAL2001) de 2001, et au What The Hack (WTH) de 2005.